# Església de Nostra Senyora de la Consolació

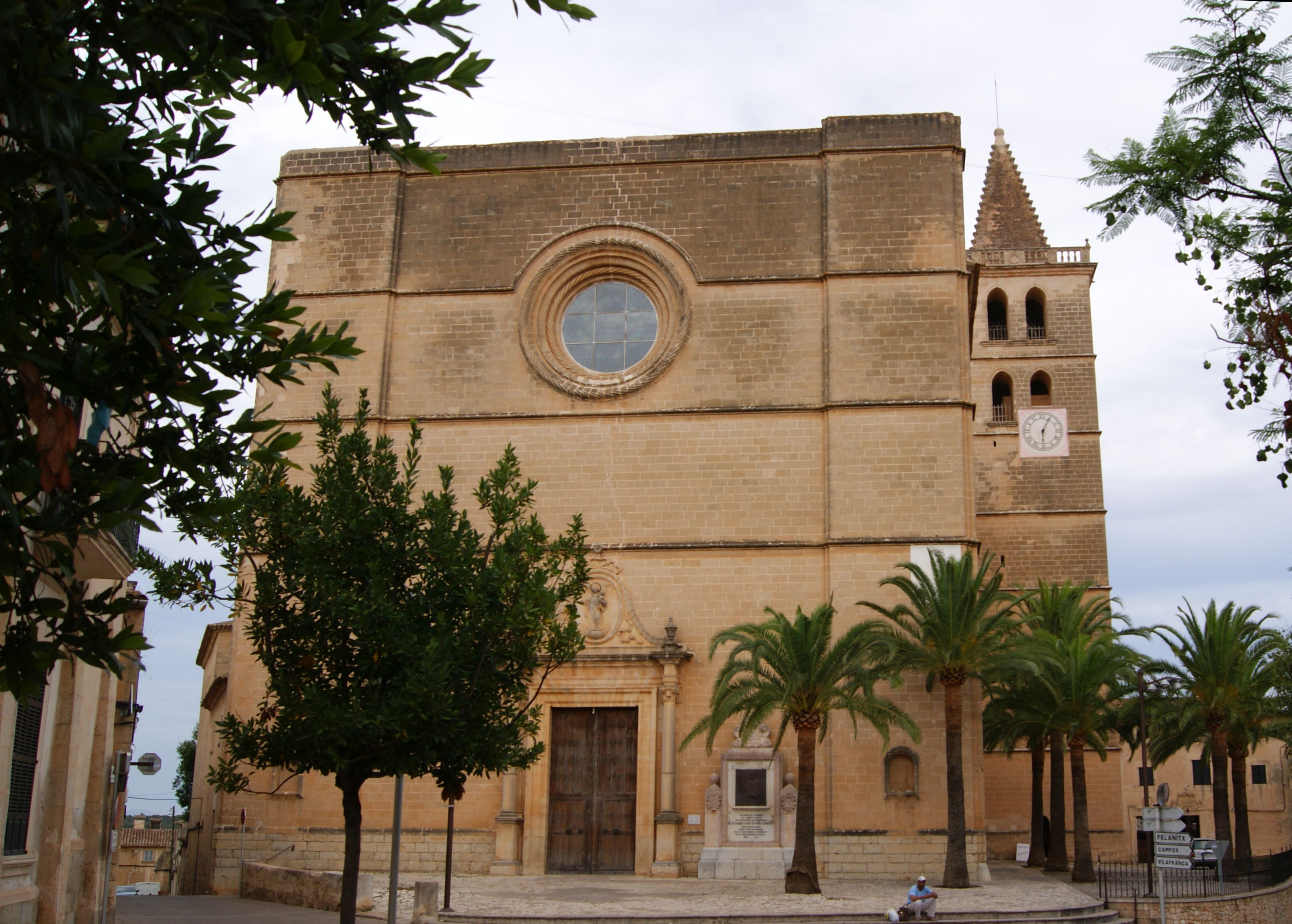
Pfarrkirche Unserer Lieben Frau des Trostes in Porreres

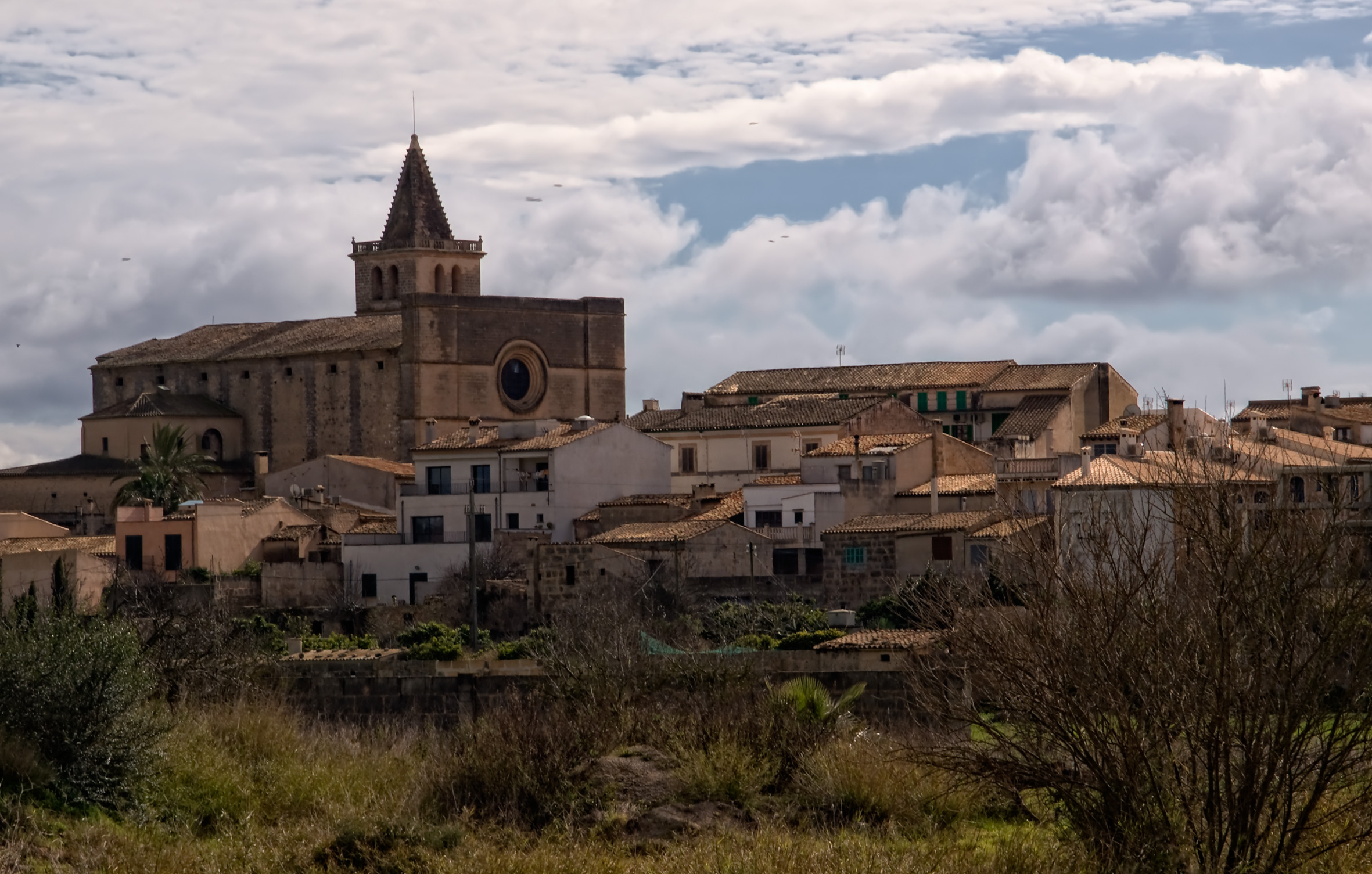
Porreres mit der sie dominierenden Kirche

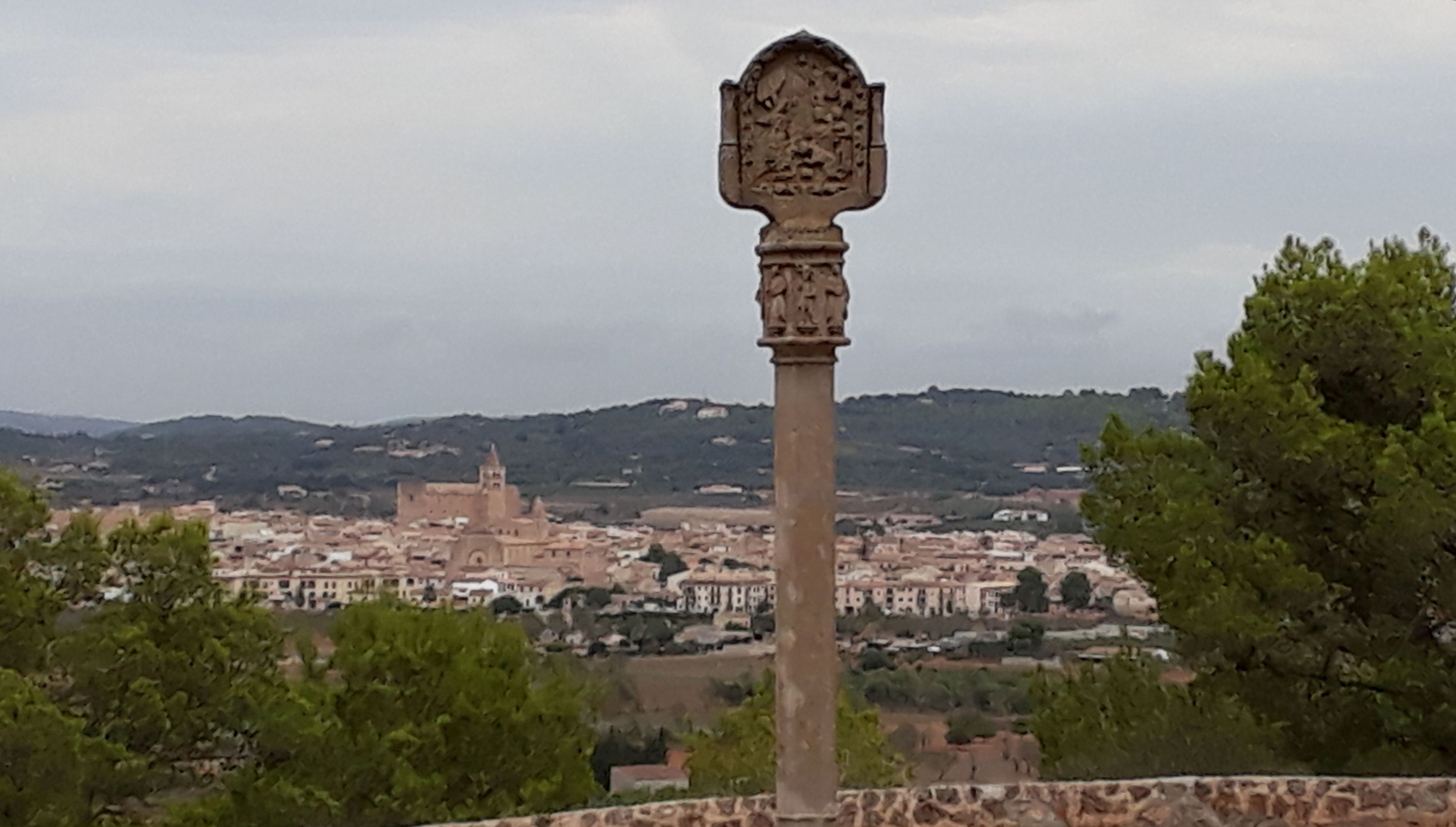
Porreres und Pfarrkirche – Blick vom Weg zum Santuari de Monti-Sión

Die Església Parroquial de Nostra Senyora de la Consolació (katalanisch. Spanisch: Iglesia Parroquial de Nuestra Señora de la Consolación, dt.: Pfarrkirche Unserer Lieben Frau des Trostes) ist die römisch-katholische Pfarrkirche in der Gemeinde Porreres auf der Baleareninsel Mallorca. Sie stammt aus dem 17. bzw. 18. Jahrhundert. Es ist dies die zweitgrößte Kirche der Insel, nach der Kathedrale in Palma und gehört zum Bistum Mallorca.
Die Kirche gehört zu den wichtigsten Bauwerken gotischer Stilrichtung auf den balearischen Inseln.

## Geschichte
Der Überlieferung nach soll bereits im Jahr 1300 in Porreres eine kleine Kirche zu Ehren der Nostra Senyora de la Consolació bestanden haben. 1666 wurde an deren Stelle der Bau der heutigen Kirche begonnen, das Kirchenschiff erst 1714 fertiggestellt.
Seit 1277 ist Porreres selbständige Pfarrei.

## Architektur und Baukörper

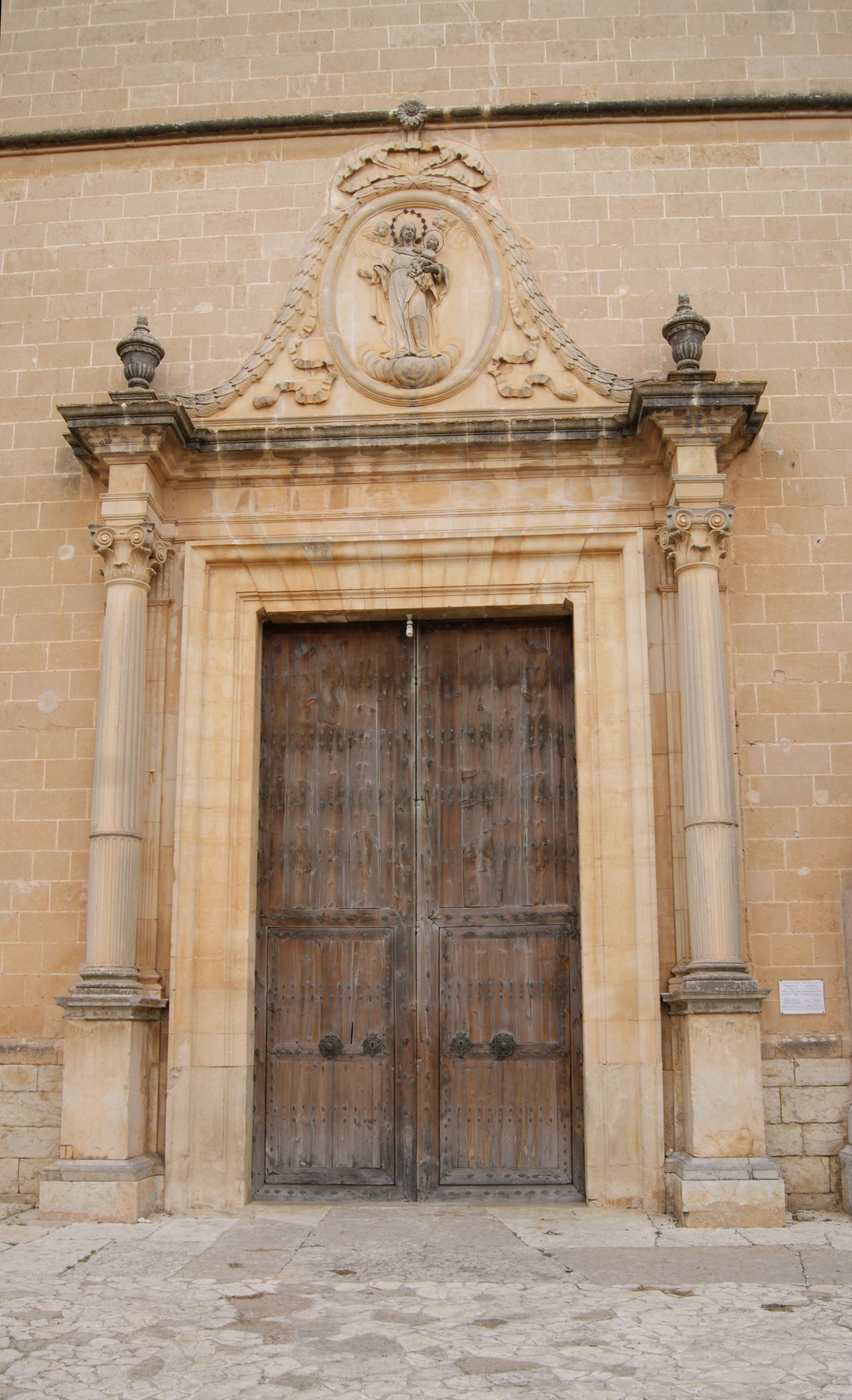
Hauptportal

Seit dem Mittelalter haben mehrere Baustile ihre Spuren hinterlassen. Zu Baubeginn folgte man gotischem Baustil, wie er aus Katalonien und Südfrankreich bekannt ist.

### Außengestaltung und Außenwirkung

#### Kirchenschiff

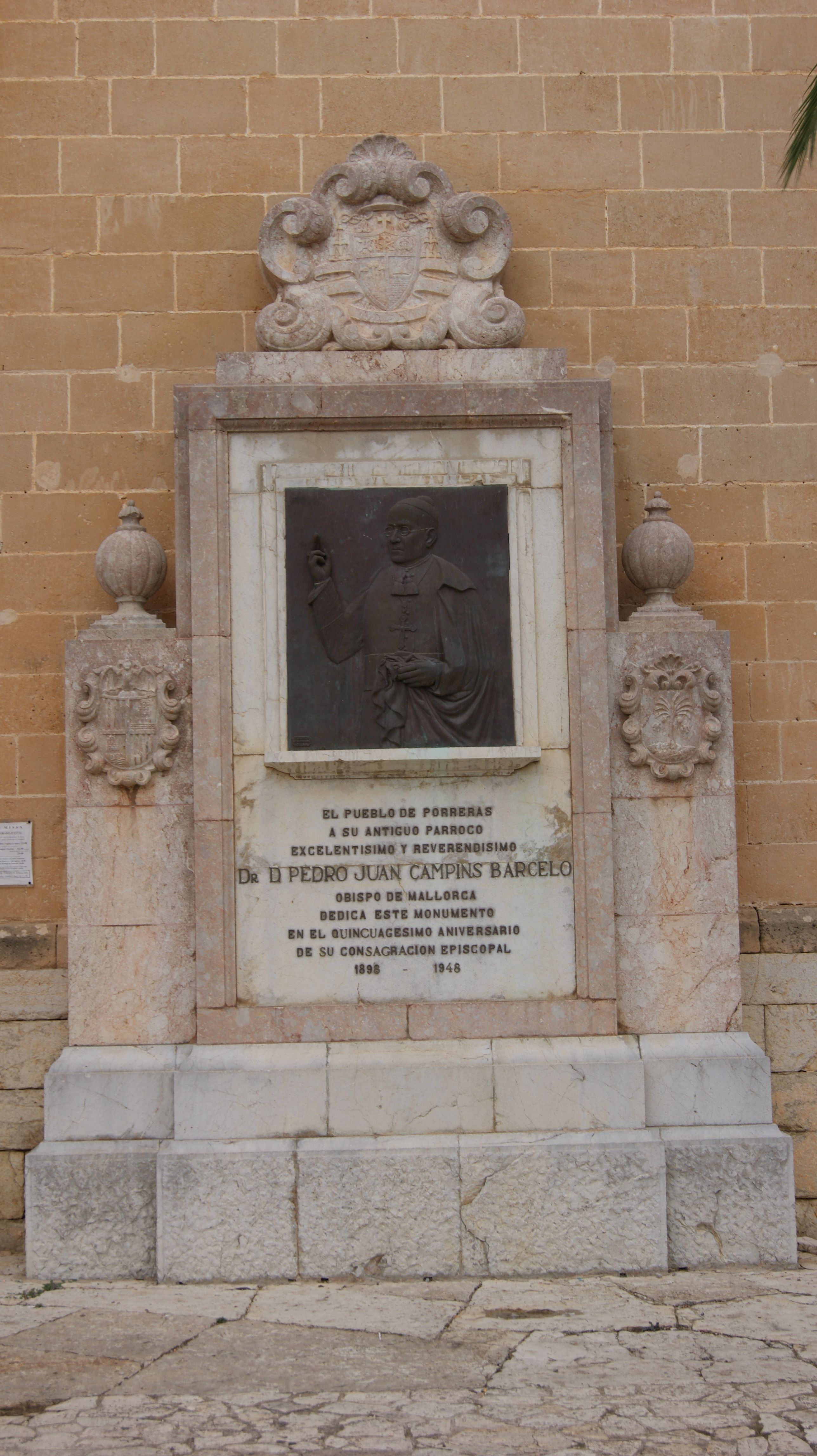
Gedenkstein an Pedro Juan Campins Barcelo

Die Kirche ist ein freistehender, West-Ost ausgerichteter Bau mit Satteldach, und ist von hochwachsenden Palmen umringt. Das Gebäude beherrscht das Stadtgebiet von Porreres bereits aufgrund der Größe. Das Erscheinungsbild der Kirche ist trutzig, trotz der schlichten Außenfassade. Die Vorderseite der Kirche ist durch Simse in vier Ebenen und eine Attika unterteilt. In der Mitte des Gebäudes, zwischen der dritten und vierten Ebene befindet sich eine große Fensterrosette (Ochsenauge).
Das barocke Hauptportal ist, im Gegensatz zur Fassade, verziert und wird von zwei Säulen gestützt. Über dem Türsturz befindet sich ein Bildnis der Madonna vom Trost (Senyora de la Consolació). Die Türe ist eine schlichte Holzkonstruktion.
Die Kathedrale ist etwa 84 m lang, 17 m breit und (ohne Turm) 25 m hoch.
Neben dem Eingang der Kirche ist ein Gedenkstein mit einer Halbplastik von Pedro Juan Campins Barcelo, dem Bischof von Mallorca von 1898 – 1915, zu sehen. Er war Gemeindepfarrer von 1887 bis 1893. Auf der rechten Seite der Fassade ist eine Sonnenuhr aus dem Jahr 1798 zu sehen.

#### Glockenturm
Der Glockenturm ist durch Simse in sieben Abschnitte unterteilt. Oberhalb des Turmes befindet sich eine Terrasse mit Dockengeländer und der Turm trägt einen Pyramidenhelm.

### Innenraum
Im Innenraum befindet sich ein einschiffiges Tonnengewölbe, welches von Bogen unterstützt wird und auf acht platten römischen Pfeilern ruht. Wegen des in der Kirche angebrachten künstlerischen Reichtums wird die Kirche auch als eine ländliche Kathedrale bezeichnet. Aufgrund der schlichten Außenfassade wird der Prunk des Innenraums meist nicht vermutet.

#### Hochaltar
Der Hochaltar in einer mit muschelartigen Ornamenten versehenen Kapelle ruht auf einem Sockel aus rotem Marmor aus Binissalem. Der Hochaltar wurde 1762 von Josep Sastre geschaffen.

#### Seitenkapellen
In den sechs Seitenkapellen befinden sich Seitenaltäre aus Marmor.

#### Chorempore
Der Überlieferung nach soll die Chorempore einst den Templerherren gedient haben. Die darin befindlichen Stühle aus dem Jahr 1447 sind mit Skulpturen und Wappen reich verziert (biblische und heraldische Motive).

#### Passionskreuz
Ein wichtiger Bestandteil des Kirchenschatzes ist ein Prozessionskreuz mit gepunzten Bildern und von einem Adler gekrönt des Künstlers Antonio Olivia aus dem 14. Jahrhundert. Die Vorderseite zeigt Bilder zur Passion und Auferstehung, die Rückseite Christus in Glorie im Kreis der vier Evangelisten. Das Kreuz befand sich früher im Besitz des Templerordens. Das Prozessionskreuz gilt als einer der wertvollsten gotischen Schätze Mallorcas und wird in der Sakristei aufbewahrt.